# ایرینی کانتاکوزینی
ایرینی کانتاکوزینی (یونانی: Ειρήνη Καντακουζηνή؛ ‏ [iriˈni kantakusini']؛ ‏ ح. ۱۴۰۰ – ۳ مه ۱۴۵۷) که با نام دسپوتس یرینا هم شناخته می‌شود اهل امپراتوری بیزانس بود. همسر دسپوت (حاکم مطلق) صرب جوراج برانکوویچ بود. در افسانه‌های مردم صربستان، او بنیان‌گذار بسیاری از دژها و قلعه‌ها در صربستان است.

## زندگی
اگرچه دژ اسمدرفو به دستور دژوراج برانکویچ ساخته شد (که در سال ۱۴۳۰ به پایان رسید)، اما به نظر می‌رسد ایرینی در ساخت آن نقش داشته است؛ یکی از برج‌های این دژ به نام «برج یرینا (ایرینی)» شناخته می‌شود، و او به دلیل تحمیل مالیات و استخدام کارگران اجباری برای ساخت قلعه، متهم به ایجاد سختی برای ساکنان روستاها است. این قلعه در سال‌های بعد از آن بین صرب‌ها و عثمانی‌ها دست به دست شد تا اینکه در ۲۰ ژوئن ۱۴۵۹ بیش از دو سال بعد از مرگ برانکوویچ و سپس ایرینی سقوط کرد.
نیکولز شرایط مرگ ایرینی را «افسرده‌کننده» توصیف می‌کند. طبق روایت تاریخ‌نگار میخائیل کریتوبولوس، پس از مرگ جوراج برانکوویچ، پسر کوچکتر او لازار تحت سرپرستی ایرینی به دسپوت صربستان تبدیل شد. با این حال، لازار به سرعت تمام اختیارات او را سلب کرده و به شدت با او بدرفتاری کرد، به طوری که ایرینی تلاش کرد به همراه دخترش مارا و پسرش گرگور (گئورگی) به دربار سلطان محمد دوم فرار کند. لازار به تعقیب آن‌ها پرداخت و ایرینی را گرفتار کرد، اگرچه مارا و گئورگی موفق به فرار شدند. اندکی بعد ایرینی بیمار شد و در شب ۲–۳ مه در رودنیک درگذشت، جایی که دفن شد. تئودور اسپاندونوس، تاریخ‌نگار قرن ۱۶ میلادی، اتهام مسموم کردن ایرینی توسط لازار را ثبت کرده است.

## خانواده
طبق گفته‌های اسپاندونوس و منابع دیگر، ایرینی یکی از خواهران جورج پالایولوگوس کانتاکوزنوس بود. شجره‌نامه‌ای که دونالد نیکول ساخته است، نشان می‌دهد که جوراج و ایرینی حداقل چهار خواهر و برادر داشتند: آندرونیکوس پالایولوگوس کانتاکوزنوس، توماس کانتاکوزنوس، هلنا کانتاکوزینه و یک خواهر دیگر که با یکی از پادشاهان گرجستان ازدواج کرده بود. اگرچه نیکول گمان می‌کرد که پدر این خواهر و برادران دمیتریوس اول بوده است، اما او «مطمئن» بود که پدربزرگشان ماتیوس کانتاکوزنوس و جدشان امپراتور ژان ششم، امپراتور بیزانس بوده‌اند. با این حال، نیکول بعدها از این گمانه‌زنی خود دربارهٔ پدر ایرینی و جورج عقب‌نشینی کرد و به جای آن اظهار داشت که به احتمال زیاد پدرشان تئودوروس کانتاکوزنوس، برادر دمتریوس کانتاکوزنوس بوده است.
ایرینی در تاریخ ۲۶ دسامبر ۱۴۱۴ با جوراج برانکوویچ ازدواج کرد، ایرینی از سالونیک به صربستان آمده بود؛ اما تا سال ۱۴۲۷ دسپوت صربستان نشد که تا آن هنگام ۱۳ سال از ازدواجشان گذشته بود. هیچ منبع معاصری نمی‌گوید که کدامیک از پنج فرزند برانکویچ فرزند ایرینی نیز بوده‌اند، اگرچه کوچک‌ترین آن‌ها، کاترین، نام خانوادگی کانتاکوزنوس را داشت و مارا «به وضوح» دختر ایرینی بود. بر اساس پرتره‌هایی از ایرینی با جوراج برانکوویچ و پنج فرزندش از یک کریسوبول که در صومعه اسفیگمنو در کوه آتوس حفظ شده است و تاریخ آن ۱۱ سپتامبر ۱۴۲۹ است، نیکول نحوه گروه‌بندی افراد را چنین تفسیر می‌کند که استفان و لازار نیز فرزندان او بوده‌اند. او همچنین اضافه می‌کند که تئودور اسپاندونوس «در زمان قطع اعضای آن‌ها توسط سلطان مراد دوم در سال ۱۴۴۱ گزارش می‌دهد که گریگوری و استفان به ترتیب شانزده و پانزده ساله بودند، که اگر درست باشد، نشان می‌دهد که گریگوری نیز باید فرزند ایرینی بوده باشد.»